# Alberto Mancini
Alberto César Mancini (Posadas, 20 mei 1969) is een voormalig professioneel tennisser uit Argentinië. Hij won drie ATP-titels in het enkelspel gedurende zijn carrière. Hij vertegenwoordigde zijn vaderland op de Olympische Spelen (1992) in Barcelona. Daar verloor hij in de eerste ronde van de Amerikaan Michael Chang.

## Palmares
| Legenda                       | Legenda               |
| ----------------------------- | --------------------- |
| Grand Slam                    |                       |
| Olympische Spelen             |                       |
| tot 2009                      | vanaf 2009            |
| Tennis Masters Cup            | ATP Finals            |
| ATP Masters Series            | ATP Tour Masters 1000 |
| ATP International Series Gold | ATP Tour 500          |
| ATP International Series      | ATP Tour 250          |

#### Enkelspel
| Nr.                  | Datum         | Toernooi        | Ondergrond | Tegenstander in finale | Score                  | Details |
| -------------------- | ------------- | --------------- | ---------- | ---------------------- | ---------------------- | ------- |
| Gewonnen ATP-finales |               |                 |            |                        |                        |         |
| 1.                   | 6 juni 1988   | ATP Bologna     | Gravel     | Emilio Sánchez         | 7-5, 7-6               | Details |
| 2.                   | 22 april 1989 | ATP Monte Carlo | Gravel     | Boris Becker           | 7-5, 2-6, 7-6, 7-5     | Details |
| 3.                   | 21 mei 1989   | ATP Rome        | Gravel     | Andre Agassi           | 6-3, 4-6, 2-6, 7-6,6-1 | Details |
| Verloren ATP-finales |               |                 |            |                        |                        |         |
| 1.                   | 19 mei 1991   | ATP Rome        | Gravel     | Emilio Sánchez         | 3-6, 1-6, 0-3, opgave  | Details |
| 2.                   | 14 juli 1991  | ATP Båstad      | Gravel     | Magnus Gustafsson      | 1-6, 2-6               | Details |
| 3.                   | 21 juli 1991  | ATP Stuttgart-2 | Gravel     | Michael Stich          | 6-1, 6-7(9), 4-6, 2-6  | Details |
| 4.                   | 22 maart 1992 | ATP Miami       | Hardcourt  | Michael Chang          | 5-7, 5-7               | Details |
| 5.                   | 26 juli 1992  | ATP Kitzbühel   | Gravel     | Pete Sampras           | 3-6, 5-7, 3-6          | Details |
| Gewonnen challengers |               |                 |            |                        |                        |         |
| 1.                   | 27 maart 1988 | São Paulo-1     | Gravel (i) | Fernando Roese         | 4-6, 6-3, 6-4          |         |
| 2.                   | 1 mei 1988    | Lissabon        | Gravel     | Peter Doohan           | 6-3, 6-2               |         |
| 3.                   | 24 maart 1991 | Santiago        | Gravel     | Pedro Rebolledo        | 6-3, 6-3               |         |

#### Dubbelspel
| Nr.                  | Datum             | Toernooi          | Ondergrond | Medespeler         | Tegenstanders in finale                | Score         | Details |
| -------------------- | ----------------- | ----------------- | ---------- | ------------------ | -------------------------------------- | ------------- | ------- |
| Gewonnen ATP-finales |                   |                   |            |                    |                                        |               |         |
| 1.                   | 14 augustus 1988  | ATP Saint-Vincent | Gravel     | Christian Miniussi | Paolo Canè Balázs Taróczy              | 6-4, 5-7, 6-3 | Details |
| 2.                   | 16 juli 1989      | ATP Boston        | Gravel     | Andrés Gómez       | Todd Nelson Phillip Williamson         | 7-6, 6-2      | Details |
| 3.                   | 17 september 1989 | ATP Genève        | Gravel     | Andrés Gómez       | Mansour Bahrami Guillermo Pérez Roldán | 6-3, 7-5      | Details |
| 4.                   | 22 april 1990     | ATP Nice          | Gravel     | Yannick Noah       | Marcelo Filippini Horst Skoff          | 6-4, 7-6      | Details |
| Verloren ATP-finales |                   |                   |            |                    |                                        |               |         |
| 1.                   | 8 mei 1988        | ATP München       | Gravel     | Christian Miniussi | Rick Leach Jim Pugh                    | 6-7, 1-6      | Details |
| 2.                   | 2 oktober 1988    | ATP Palermo       | Gravel     | Christian Miniussi | Carlos di Laura Marcelo Filippini      | 2-6, 0-6      | Details |

## Prestatietabel
| Legenda | Legenda                          |
| ------- | -------------------------------- |
| g.t.    | geen toernooi gehouden           |
| l.c.    | lagere categorie                 |
| –       | niet deelgenomen                 |
| G       | uitgeschakeld in de groepsfase   |
| 1R      | uitgeschakeld in de eerste ronde |
| 2R      | uitgeschakeld in de tweede ronde |
| 3R      | uitgeschakeld in de derde ronde  |
| 4R      | uitgeschakeld in de vierde ronde |
| KF      | uitgeschakeld in de kwartfinale  |
| HF      | uitgeschakeld in de halve finale |
| F       | de finale verloren               |
| W       | het toernooi gewonnen            |
| w-v     | winst/verlies-balans             |

Prestatietabel grand slam, enkelspel
| Toernooi        | 1988 | 1989 | 1990 | 1991 | 1992 | 1993 |
| --------------- | ---- | ---- | ---- | ---- | ---- | ---- |
| Australian Open | –    | –    | –    | –    | –    | 2R   |
| Roland Garros   | 1R   | KF   | 2R   | 4R   | 3R   | 1R   |
| Wimbledon       | –    | –    | –    | –    | –    | –    |
| US Open         | –    | 4R   | 1R   | 1R   | 1R   | 1R   |